# (11201) Talich
(11201) Talich est un astéroïde de la ceinture principale.

## Description
(11201) Talich est un astéroïde de la ceinture principale. Il fut découvert le 13 mars 1999 à l'Observatoire d'Ondřejov par Lenka Šarounová. Il présente une orbite caractérisée par un demi-grand axe de 2,84 UA, une excentricité de 0,07 et une inclinaison de 0,9° par rapport à l'écliptique.
Cet astéroïde est nommé en l'honneur du chef d'orchestre tchèque Václav Talich (1883-1961).

## Compléments